# مقوله (کانت)
مفهوم پایه‌ای‌ترین مبنای فکر است. مفاهیم شامل مفاهیم اولیه یا مقوله‌ها و مفاهیم ثانویه هستند. مفاهیم ثانویه بر اساس مقوله‌ها هستند. کانت در بخش منطق استعلایی در کتابش با عنوان نقد عقل محض به بررسی مفاهیم، مفاهیم اولیه (مقوله‌ها) و ارتباط آنها با فکر پرداخته‌است. او مقوله‌ها را شرط ماتقدم برای فکر می‌داند. از نظر کانت فکر کردن بدون مفاهیم امکان ندارد.
کانت در کتابش نقد عقل محض مطرح می‌کند که نمی‌توان از مقوله‌ها کاربرد ورای تجربه انتظار داشت یعنی همه مفاهیم محض محدود به تجربه حسی است.

## تقسیم‌بندی مفاهیم از دیدگاه کانت
کانت دوازده مقوله‌ای که مطرح می‌کند را در چهار دسته:
- کمیت (کلی یا جزئی یا شخصی)
- کیفیت (ایجابی یا سلبی یا عدولی)
- نسبت (حملی یا شرطی یا انفصالی)
- جهت (وجوبی یا امتناعی یا امکانی)

تقسیم‌بندی می‌کند.
هرکدام از این دسته مفاهیم شامل سه نوع از مفاهیم است.

## نام‌گذاری مقوله‌ها
کانت می‌گوید که مقوله‌ها همان مفاهیم اصلی هستند و بقیه مفاهیم از آنها مشتق می‌شوند. او دو گروه مقوله‌های مربوط به کمیت و کیفیت را مقوله‌های ریاضی و دو دسته مقوله‌های مربوط به نسبت و جهت را مقوله‌های دینامیک می‌نامد.